# Andreas Moser
Andreas Moser   (Zemun, 29 de novembre de 1859 - Berlín, 7 d'octubre de 1925) va ser un músic, pedagog musical i musicòleg alemany.
Nascut a Zemun, Sírmia, a l'Imperi austríac, Moser era fill d'un viticultor i tabaquer de l'Alta Àustria. De petit rebia classes de violí i cantava al cor de l'església. El seu professor de cant de secundària era Friedrich Hegar. Des de 1874, Moser va assistir a la Kantonsschule de Zuric. Després de graduar-se al batxillerat, va estudiar primer enginyeria a la Universitat Tècnica de Zuric i arquitectura a Stuttgart. A més dels seus estudis, va adquirir més experiència musical, entre altres coses, com a primer violinista del "Zurich Student Quartet" i director de la Stuttgart Academic Singing Association. Finalment es va fixar definitivament en la música i el 1878 es va convertir en estudiant de Joseph Joachim a la Universitat de les Arts de Berlín. L'any següent, Moser va ocupar un lloc com a professor ajudant allà.

## Carrera
El 1883 va rebre el seu primer lloc com a concertista al "Nationaltheater" de Mannheim, però va haver de renunciar-hi al cap de pocs mesos per motius de salut. Va treballar primer com a professor privat de violí i des del 1888 com a professor a la "Berlin Musikhochschule". El 1900 va ser nomenat professor titular de violí allà. Entre els seus estudiants hi havia Pálma von Pászthory, Josef Wolfsthal, Robert Imandt, Richard Czerwonky, Hans Bassermann i Julius Ruthström. El 1925, la facultat filosòfica de la Universitat de Berlín li va atorgar un doctorat honoris causa.
Moser va tocar com a violista al Joachim Quartet i va dirigir el seu propi quartet de corda a la dècada de 1890, que va actuar a Berlín. Tot i això, va patir una "queixa nerviosa del braç" (E. van der Straeten), que li va impedir actuar regularment, de manera que es va concentrar en l'ensenyament. A Berlín es va convertir en l'ajudant més important de Joachim i va escriure amb ell publicacions musicals-teòriques, especialment l'Escola de violí de tres volums de 1905. També va publicar una biografia de Joachim, va editar una col·lecció de cartes entre Brahms i Joachim i, després de la seva mort, va publicar Methodik des Violinspiels (Leipzig, 1920) i Technik des Violinspiels (Leipzig, 1925) i va actuar com a editor de literatura sobre violí amb "Edition Peters i Universal Edition".

## Vida personal
Des del 1888, Moser es va casar amb Edda (1868-1930), filla de l'escriptor Rudolf Elcho. El matrimoni va tenir un fill, el musicòleg Hans Joachim Moser.
El 1925 Moser es va retirar i es va traslladar a Heidelberg. Va patir un càncer de gola i va morir el mateix any a Berlín als 65 anys com a conseqüència d'una operació.

## Publicacions
Escrits
- amb Joseph Joachim: Violinschule (1908–1910), 3 volums, Simrock Verlag Berlin
- Methodik des Violinspiels.[5] (1920) Breitkopf & Härtel, Leipzig
- Geschichte des Violinspiels.[6] (1923), Max Hesses Verlag, Berlín; 2a edició millorada i complementada amb Hans-Joachim Nösselt, Schneider Verlag, Tutzing 1966/67 (en 2 volums)
- Technik des Violinspiels (1925), Breitkopf & Härtel, Leipzig
- Utopiekonzept und Geschichtsauffassung im Werk Heiner Müllers.[7]

Notes d'activitats editorials
- Bach: Konzert für 2 Violinen, BWV 1043 (Peters, 1884).
- Beethoven: Streichquartett Op 59 No 1 (amb Joachim) (Peters, 1902).
- Beethoven: Streichquartette, Op 127, 130, 131, 132, 133, 135 (amb Joachim i Hugo Dechert) (Peters, 1901).
- Haydn: 30 Streichquartette (amb Hugo Dechert) (Peters, data desconeguda).
- Mozart: 10 Streichquartette, KV 387, 421, 428, 458, 464, 465, 499, 576, 589, 590, (amb Hug Becker) (Peters, 1882).
- Schubert, Streichquartette, D 804, 810, 887, 703 (amb Hug Becker) (Peters, data desconeguda).

A més d'aquestes edicions, els concerts i altra literatura en solitari continguts al violí Joachim/Moser, publicat per Simrock el 1905, inclouen els concerts de Bach BWV 1041 i 1043; els Romanços de Beethoven, Op 40 i 50; Brahms, Concert per a violí, Op 77; Händel, Sonata en A, HWV 361; Kreutzer, Concert per a violí núm. 19: Mozart, Concerts per a violí, K 218 i 219; Rode, Concerts per a violí núm. 10 i 11; Spohr, Concert per a violí núm. 8; Tartini, Sonata "Teufelstriller"; Viotti, Concert núm. 22.